# Șeptelici, Soroca
Șeptelici este un sat din raionul Soroca, Republica Moldova.

## Etimologie
Denumirea satului provine de la numele fondatorului - armășelul Șeptilici, la origine, fiind legat cu vechea tradiție populară de a da nume copiilor în ordinea în care s-au născut: numeralul șapte+ sufixul -ici, onimicul însemnând „al șaptelea copil născut în familie”.

## Istorie
Satul actual a fost în întemeiat în anul 1588 pe locul numit cândva Fântâna Caplei:
„Petru voievod, din mila lui Dumnezeu, domn al Țării Moldovei. Iată domnia mea am dat și am miluit slugii noastre, Șeptilici armășel, o seliște într-un loc de pustie, unde se cheamă la Fântâna Caplei, ca sa-și întemeieze sat acolo, în ținutul Sorocii, mai sus de Soroca, între satul Solceni și între Cosăciuți, ca să-i fie lui sat, cât hotar va cuprinde pana se întâlnește cu hotarul altor sate de prinprejur. Pentru că a slujit cu credință domniei mele și țării domniei mele. Și a fost acest loc de pustie drept domnesc. Ca să-i fie lui dela domnia mea sat cu tot venitul, și altul să nu se amestece.

Scris în Iași, în anul 7096 <1588> ianuarie 3.

Însumi domnia mea am învățat.

Eu Stroici logofăt am iscălit, dar dacă va fi fără pâră.
Țiban a scris.”

## Demografie
Conform recensământului populației din 2004, satul Șeptelici avea 1.086 de locuitori: 1.078 de moldoveni/români, 7 ruși și 1 bulgar.

## Administrație și politică
Componența Consiliului local Șeptelici (9 consilieri), ales la 5 noiembrie 2023, este următoarea:
|  | Partid                                       | Consilieri | Componență | Componență | Componență | Componență | Componență | Componență | Componență | Componență |
|  | -------------------------------------------- | ---------- | ---------- | ---------- | ---------- | ---------- | ---------- | ---------- | ---------- | ---------- |
|  | Partidul Socialiștilor din Republica Moldova | 8          |            |            |            |            |            |            |            |            |
|  | Partidul Acțiune și Solidaritate             | 1          |            |            |            |            |            |            |            |            |